# Siderurgistul Galați
El Siderurgistul Galati fue un equipo de fútbol de Rumanía que alguna vez jugó en la Liga I, la primera división de fútbol en el país.

## Historia
Fue fundado en 1955 en la ciudad de Galati con el nombre Dinamo Galati, aunque seis años después cambian su nombre por el de CSO Galati, y en 1963 cambia su nombre por el de Siderurgistul luego de obtener el ascenso a la Liga I en la temporada de 1962/63 y de llegar a la final de la Copa de Rumanía, la cual perdieron ante el Petrolul Ploiesti con marcador de 1-6.
En su primera temporada en la primera división de Rumanía termina en último lugar entre 14 equipos y desciende a la Liga II, A la temporada siguiente ganan el título de la Liga II y retornan a la primera división, descendiendo otras vez en tan solo una temporada en la Liga I volviendo a terminar en último lugar entre 14 equipos.
En la temporada de 1966/67 el club termina en segundo lugar en la Liga II, donde posteriormente desaparece.

## Palmarés
- Liga II: 2

1962/63, 1964/65

## Nombres
| Nombre                                       | Periodo   |
| -------------------------------------------- | --------- |
| Dinamo Galați                                | 1955–1961 |
| Clubul Sportiv Orăşenesc Galați (CSO Galați) | 1961–1962 |
| Siderurgistul Galați                         | 1962–1967 |